# Quận Peoria, Illinois
Quận Peoria là một quận thuộc tiểu bang Illinois, Hoa Kỳ.
Quận này được đặt tên theo. Theo điều tra dân số của Cục điều tra dân số Hoa Kỳ năm 2000, quận có dân số 182.495 người. Quận lỵ đóng ở Peoria, Illinois6.

## Địa lý
Theo Cục điều tra dân số Hoa Kỳ, quận có diện tích 1634 km2, trong đó có 29 km2 là diện tích mặt nước.

### Các xa lộ chính
- Interstate 74 in Illinois
- Interstate 155 (Illinois)
- Interstate 474
- U.S. Route 24 in Illinois
- U.S. Route 150 in Illinois
- Illinois Route 6
- Illinois Route 8
- Illinois Route 9
- Illinois Route 29
- Illinois Route 40
- Illinois Route 78
- Illinois Route 90
- Illinois Route 91
- Illinois Route 116

## Thông tin nhân khẩu
Theo điều tra dân số 2 năm 2000, quận này đã có dân số 183.433 người, 72.733 hộ gia đình, và 47.130 gia đình sống trong quận hạt. Mật độ dân số là 296 người trên một dặm vuông (114/km ²). Có 78.204 đơn vị nhà ở mật độ trung bình trong 126 trên một dặm vuông (49/km ²). Thành phần chủng tộc của cư dân sinh sống trong quận gồm 79,38% người da trắng, 16,10% da đen hay Mỹ gốc Phi, 0,22% người Mỹ bản xứ, 1,66% châu Á, Thái Bình Dương 0,03%, 0,95% từ các chủng tộc khác, và 1,67% từ hai hoặc nhiều chủng tộc. 2,09% dân số là người Hispanic hay Latino thuộc một chủng tộc nào. 24,8% là người gốc Đức, Ailen 10,2%, 9,1% và 8,9% người Mỹ gốc Anh theo điều tra dân số năm 2006.
Có 72.733 hộ, trong đó 29,90% có trẻ em dưới 18 tuổi sống chung với họ, 48,60% là đôi vợ chồng sống với nhau, 12,90% có nữ hộ và không có chồng, và 35,20% là không lập gia đình. 29,70% hộ gia đình đã được tạo ra từ các cá nhân và 11,00% có người sống một mình65 tuổi hoặc cao hơn. Cỡ hộ trung bình là 2,43 và cỡ gia đình trung bình là 3.01.
Trong dân số quận đã được trải ra với 25,10% dưới độ tuổi 18, 10,40% 18-24, 27,60% 25-44, 22,80% từ 45 đến 64, và 14,20% từ 65 tuổi trở lên người. Độ tuổi trung bình là 36 năm. Đối với mỗi 100 nữ có 92,60 nam giới. Đối với mỗi 100 nữ 18 tuổi trở lên, đã có 88,60 nam giới.
Thu nhập trung bình cho một hộ gia đình trong quận đạt mức USD 42.705, và thu nhập trung bình cho một gia đình là USD 50.592. Phái nam có thu nhập trung bình USD 40.840 so với 25.335 USD đối với phái nữ. Thu nhập bình quân đầu người là 21.219 USD. Có 10,00% gia đình và 13,20% dân số sống dưới mức nghèo khổ, bao gồm 20,50% những người dưới 18 tuổi và 7,10% của những người 65 tuổi hoặc cao hơn.